# Antonio Boldini
Pour les articles homonymes, voir Boldini (homonymie).
Antonio Boldini, né le 14 novembre 1799 à Ferrare et mort le 11 juillet 1872 dans la même ville, est un peintre italien,.